# 牧志公設市場

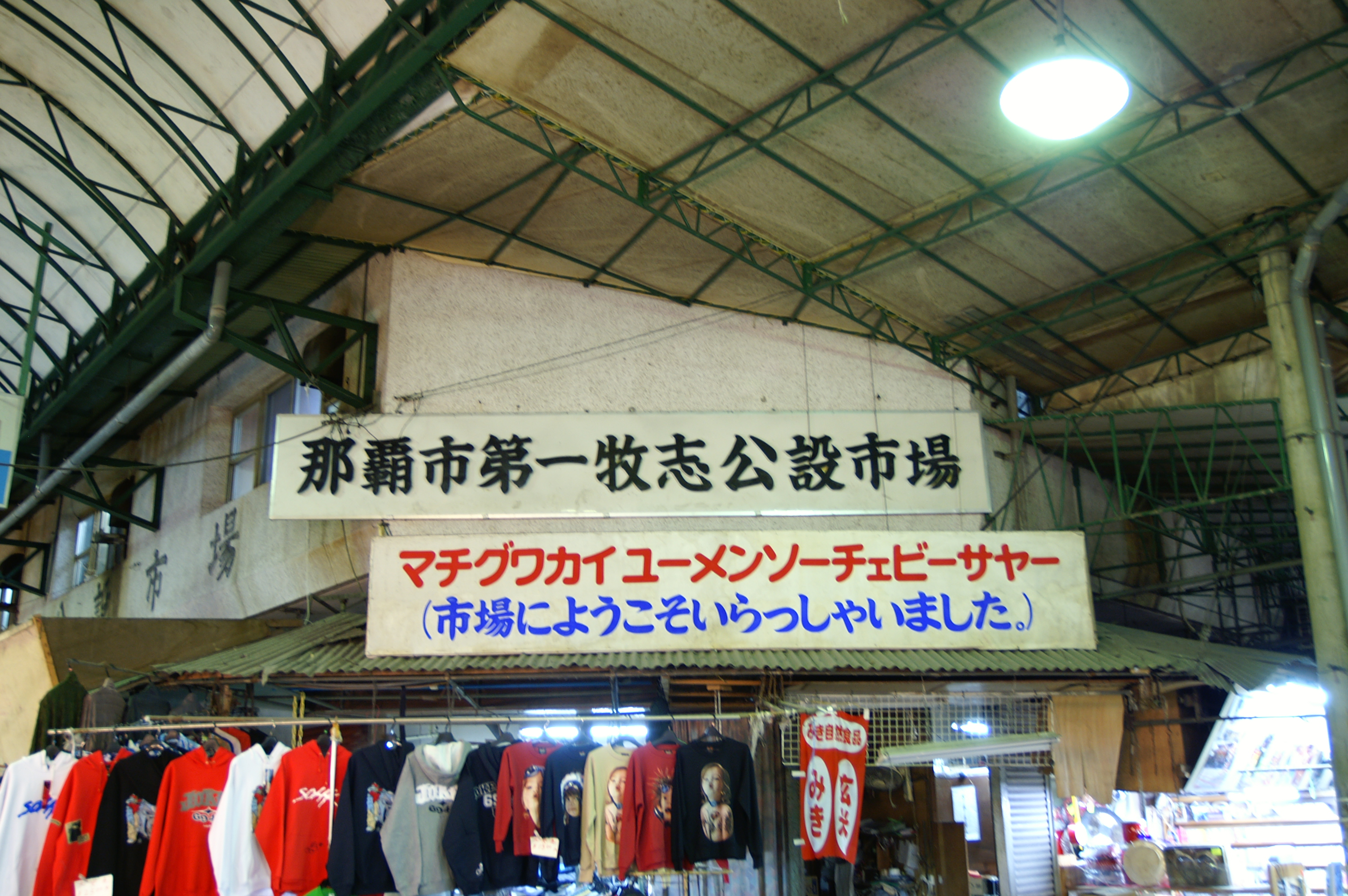
牧志公設市場看板

牧志公設市場（日语：牧志公設市場、まきしこうせついちば）是日本沖繩縣那霸市的一座公設市場。這座市場共有兩層，設有約200家店鋪。牧志公設市場開設於1951年，現在是那霸市主要的觀光地之一。由於建築老化，牧志公設市場在2019年關閉，進行翻新，預計在2023年重新開業。

## 外部連結
- 第一牧志牧志公設市場 公式サイト （页面存档备份，存于） - 第一牧志公設市場組 合
- 牧志公設市場 （页面存档备份，存于）(おきなわ物語) - 沖縄 観光コンベンションビューロー